# Nesaea
Nesaea es un género con 107 especies de plantas con flores perteneciente a la familia Lythraceae. Es originario del este de África. Fue descrito por Philibert Commerson ex Antoine-Laurent de Jussieu y publicado en Nova Genera et Species Plantarum (folio ed.)  6: 151 en el año 1823. La especie tipo es Nesaea triflora (L.f.) Kunth.

## Especies seleccionadas
- Nasaea alata
- Nasaea anagalloides
- Nasaea angolensis
- Nesaea syphilitica (DC.) Steud. - hachinal[2]